# Pascal Quignard
Pascal Quignard (Verneuil-sur-Avre, 23 aprile 1948) è uno scrittore e saggista francese.

## Biografia
Pascal Quignard è nato nell'Eure, ma è cresciuto a Le Havre in una famiglia di grammatici e organisti, con entrambi i genitori insegnanti di scuola. Suo nonno materno è il linguista Charles Bruneau. Ha un'infanzia difficile, con problemi di anoressia nervosa e mutismo che però lo portano a trasferire i suoi interessi al mondo parallelo della musica e della letteratura. Ha suonato pianoforte, organo, violoncello, violino e viola prima di dedicarsi professionalmente alla letteratura,  senza mai trascurare la musica (per esempio fondando il "Festival d'opéra et de théâtre baroques" di Versailles).
Ha studiato filosofia a Nanterre, dal 1966 al 1968, con l'amico Daniel Cohn-Bendit e per professori, tra gli altri, Emmanuel Lévinas e Paul Ricœur.
Il suo primo libro è consacrato a Leopold von Sacher-Masoch (L'Être du balbutiement, 1969). Viene quindi invitato da Louis-René des Forêts a collaborare alla rivista L'Éphémère, dove scrivono Yves Bonnefoy, André du Bouchet, Philippe Jaccottet o Michel Leiris e diventa lettore presso la casa editrice Gallimard (al suo interno farà carriera fino al 1994 quando all'improvviso si allontana dalla casa editrice e smette anche di suonare).
Pubblica diversi saggi, su Maurice Scève, Licofrone e Michel Deguy, e nel 1976, il suo primo romanzo, Le Lecteur, considerato come una specie di biografia letteraria di Maurice Blanchot. Nel 1980 il secondo romanzo Carus riceve il "Prix des Critiques".
Dal 1990 al 1991 ha presieduto il "Concert des Nations" a fianco di Jordi Savall. Nel 1997 è colpito da un arresto cardiaco. Si salva e racconta l'esperienza dell'ospedale in Vie secrète (1998), libro dalla forma complessa che unisce diversi generi e quasi ne fonda uno suo.
È riconosciuto come uno dei più interessanti scrittori francesi contemporanei, con premi quali il Prix Goncourt per Les Ombres errantes (2002) o il Grand Prix du roman de l'Académie française per Terrasse à Rome (2000). Uno dei suoi libri più conosciuti è Tous les matins du monde, romanzo sulla musica di Marin Marais in rapporto a Monsieur de Sainte Colombe e a sua figlia, da cui è stato tratto nel 1991 il film omonimo per la regia di Alain Corneau (Quignard ha collaborato alla sceneggiatura e ha vinto il Premio César e l'Efebo d'oro).
Ha inoltre collaborato ai dialoghi di Una pura formalità (1994) di Giuseppe Tornatore e del film Le nouveau monde di Corneau (1995, tratto da L'Occupation américaine). Da Villa Amalia Benoît Jacquot ha tratto un film con Isabelle Huppert nel 2009.

## Opere

### Romanzi
- Le Lecteur[2], Gallimard, 1976
- Carus, Gallimard, 1979; n. ed. 1990
- Les Tablettes de buis d'Apronenia Avitia, Gallimard, 1984
  - trad. di Ursula Manni (Vincitrice Premio Stendhal 2018 al giovane traduttore), "Le tavolette di bosso di Apronenia Avizia“, Analogon Edizioni, 2017, ISBN 978-88-98630-32-5
- Le Salon du Wurtemberg, Gallimard 1986
  - trad. di Alberto Rossatti, Il salotto del Württemberg, Garzanti, 1988 ISBN 88-11-66288-5
- Les Escaliers de Chambord, Gallimard 1989
  - trad. di Graziella Cillario, Le scale di Chambord, Analogon Edizioni, 2018 ISBN 978-88-98630-34-9
- Tous les matins du monde, Gallimard 1991
  - trad. di Graziella Cillario, Tutte le mattine del mondo, Analogon Edizioni, 2017 ISBN 978-88-98630-31-8
  - trad. di Graziella Cillario, Tutte le mattine del mondo. Ediz. integrale, Intransito, 2022 ISBN 979-12-81011-05-2
- Le Nom sur le bout de la langue, POL, 1993; Folio Gallimard, 1995
  - trad. di Luisa Collodi, Il nome sulla punta della lingua, Frassinelli, 1995 ISBN 88-7684-292-6
- L'Occupation américaine, Éditions du Seuil, 1994
  - trad. di Graziella Cillario, Sogno di un nuovo mondo, Frassinelli, 1996 ISBN 88-7684-362-0
- Le Sexe et l'Effroi, Gallimard, 1994
- Vie secrète, Gallimard, 1998
  - trad. di Luisa Collodi, La vita segreta, Frassinelli, 2001 ISBN 88-7684-637-9
- Terrasse à Rome, Gallimard, 2000; Gallimard Folio, 2008 
  - trad. di Luisa Collodi, L'incisore di Bruges, Frassinelli, 2003 ISBN 88-7684-752-9
- Les Ombres errantes (tomo I di Dernier Royaume), Éditions Grasset, 2002; Gallimard Folio, 2004
- Sur le jadis (tomo II di Dernier Royaume), Grasset, 2002; Gallimard Folio, 2004
- Abîmes (tomo III di Dernier Royaume), Grasset, 2002
- Les Paradisiaques (tomo IV di Dernier Royaume), Grasset, 2005
- Sordidissimes (tomo V di Dernier Royaume), Grasset, 2005
- Villa Amalia, Gallimard, 2006
  - trad. di Valentina Valente, "Villa Amalia", Analogon Edizioni, 2018 ISBN 978-88-98630-30-1
- La barque silencieuse (tomo VI di Dernier Royaume), Le Seuil, 2009; Gallimard Folio, 2011
- Les solidarités mystérieuses, Gallimard, 2011; Gallimard folio 2013
  - trad. di Ursula Manni, "Le solidarietà misteriose“, Analogon Edizioni, 2019, ISBN 978-88-98630-45-5
- Les Désarçonnés (tomo VII di Dernier Royame), Grasset, 2012; Gallimard Folio, 2014
- L'amour, la mer, Gallimard, 2022

### Saggi e altri scritti
- L'Être du balbutiement: essai sur Sacher-Masoch, Mercure de France, 1969 (su Leopold von Sacher-Masoch)
- Alexandra de Lycophron, Mercure de France, 1971; n. ed. Gallimard, 2010 (su Alessandra di Licofrone)
- La Parole de la Délie: essai sur Maurice Scève, Mercure de France, 1974 (su Maurice Scève)
- Michel Deguy, Seghers, 1975 (su Michel Deguy)
- Écho, suivi de Épistolè Alexandroy, Le Collet de Buffle, 1975; poi in Écrits de l'éphémère, Éditions Galilée, 2005
- Sang, Orange Export Ltd, 1976; poi in Écrits de l'éphémère, cit.
- Hiems, Orange Export Ltd, 1977; poi in Écrits de l'éphémère, cit.
- Sarx (con incisioni di Gérard Titus-Carmel), Maeght, 1977; poi in Écrits de l'éphémère, cit.
- Les Mots de la terre, de la peur et du sol (con incisioni di Louis Cordesse), Clivages, 1978; poi in Écrits de l'éphémère, cit.
- Inter aerias fagos, Orange Export Ltd, 1979; n. ed. Galilée, 2005
- Sur le défaut de terre (con incisioni di Louis Cordesse), Clivages, 1979; poi in Écrits de l'éphémère, cit.
- Le Secret du domaine (con illustrazioni di Jean Garonnaire), Éditions de l'Amitié, 1980; n. ed. con il titolo L'enfant au visage couleur de la mort, Galilée, 2006
- Petits traités, tomo I, 1981; tomo II, 1983; tomo III, 1984, presso la casa editrice Clivages; poi da tomo I a tomo VIII, Maeght, 1990; Folio-Gallimard 1997
- Le Vœu de silence: essai sur Louis-René des Forêts, Éditions Fata Morgana, 1985; poi Galilée, 2005
- Longin, in "Nouvelle Revue de Psychanalyse", n. 32, 1985
- Une gêne technique à l'égard des fragments, Fata Morgana, 1986; poi Galilée, 2005
- La Leçon de musique, Hachette, 1987; poi Folio-Gallimard, 2002
  - trad. Il giovane macedone, Guerini e associati, Milano 1991 ISBN 88-7802-245-4
- Albucius, POL, 1990; Folio-Gallimard 2004 (su Tito Albucio)
- Georges de la Tour, Flohic, 1991; poi Galilée, 2005 (su Georges de La Tour)
- La Frontière, Chandeigne, 1992; poi Folio-Gallimard, 1994
- Les Septante (con opere grafiche di Pierre Skira), Patrice Trigano, 1994
- L'Amour conjugal (con incisioni di Pierre Skira), Patrice Trigano, 1994
- Rhétorique spéculative, Calmann-Lévy, 1995; poi Folio-Gallimard, 1997
- La Haine de la musique, Calmann-Lévy, 1996; poi Folio-Gallimard, 1997
- Tondo (con disegni a pastello di Pierre Skira), Flammarion, 2002
- Écrits de l'éphémère, Galilée, 2005
- Pour trouver les Enfers, Galilée, 2005
- Quartier de la Transportation (in collaborazione con Jean-Paul Marcheschi), Éditions du Rouergue, 2006
- L'Enfant au visage couleur de la mort, Galilée, 2006
- Triomphe du temps, Galilée, 2006
  - trad. di Angela Peduto, Analogon Edizioni, 2017 ISBN 978-88-98630-33-2
- Ethelrude et Wolframm, Galilée, 2006
- Le Petit Cupidon, Galilée, 2006
- Requiem, Galilée, 2006
- La Nuit sexuelle, Flammarion, 2007
- Boutès, Galilée, 2008
  - trad. it. di Angela Peduto, Bute, Collana Entelechìa, Analogon Edizioni, 2014 ISBN 978-88-98630-08-0 (su Bute)
- Lycophron et Zétès, Gallimard, 2010 (poesia)
- Medea, Éditions Ritournelles, 2011
- Sur le désir de se jeter à l'eau (in collaborazione con Irène Fenoglio), Presses Sorbonne Nouvelle, 2011
- Portraits de la pensée, Nicolas Chaudun, 2011 (con Tzvetan Todorov e altri)
- L'Origine de la danse, Galilée, 2013
- Leçons de Solfège et de piano, Arlèa, 2013
- La suite des chats et des ânes, P.S.N., 2013
- L'Être du balbutiement, Mercure de France, 2014 (II ed., aggiunta di una postfazione al testo del 1969)
- Sur l'image qui manque à nos jours, Arlèa, 2014
- Une vie de peintre, Marie Morel, con Marie Morel, Éditions Galerie B.Pont-Aven et Les Amis de Marie Morel, 2014
- Sur l'idée d'une communauté de solitaires, Arlèa, 2015
  - trad. it. di Angela Peduto, Sull'idea di una comunità di solitari, Analogon Edizioni, 2016 ISBN 978-88-98630-13-4
- Critique di jugement, Galilée, 2015
- Princesse Vieille Reine, Galilée, 2015
- Vita e morte di Nitardo, I edizione in italiano, Analogon Edizioni, 2016 ISBN 978-88-98630-12-7
  - trad. it. di Angela Peduto, dal manoscritto di Pascal Quignard Vie et mort de Nithard